# Ethel Thomson Larcombe
Ethel Thomson Warneford Larcombe (Islington, 8 giugno 1879 – Budleigh Salterton, 11 agosto 1965) è stata una tennista e giocatrice di badminton britannica.
Ha sposato Major Dudley Larcomb, segretario dell'All-England Club dal 1925 al 1939.

## Carriera
Nel 1912 ottiene il suo miglior risultato vincendo il Torneo di Wimbledon, sconfiggendo in finale Charlotte Cooper Sterry per 6-3, 6-1. Sempre a Wimbledon, ha raggiunto la finale nel singolare altre due volte, nel 1903 e nel 1914, venendo battuta in entrambi i casi da Dorothea Douglass Chambers.
In carriera è stata anche giocatrice di badminton.

## Statistiche

### Singolare

#### Vittorie (1)
| Numero | Anno | Torneo            | Superficie | Avversaria in finale    | Punteggio |
| 1.     | 1912 | Wimbledon, Londra | Erba       | Charlotte Cooper Sterry | 6-3, 6-1  |